# Mauricio Amaro
Mauricio Federico Amaro Viega (Montevideo, 19 luglio 2005) è un calciatore uruguaiano, centrocampista del Defensor Sporting.

## Carriera

### Club
Amaro è cresciuto nel settore giovanile del Defensor Sporting, con cui ha firmato il primo contratto professionistico il 3 febbraio 2023. Ha esordito in prima squadra il 18 giugno seguente nell'incontro di Primera División vinto 2-0 contro il Montevideo Wanderers.

### Nazionale
Ha giocato nella nazionale uruguaiana Under-20.

## Statistiche

### Presenze e reti nei club
Statistiche aggiornate al 13 ottobre 2024.
| Stagione        | Squadra           | Campionato      | Campionato | Campionato | Coppe nazionali | Coppe nazionali | Coppe nazionali | Coppe continentali | Coppe continentali | Coppe continentali | Altre coppe | Altre coppe | Altre coppe | Totale | Totale | Totale |
| Stagione        | Squadra           | Comp            | Pres       | Reti       | Comp            | Pres            | Reti            | Comp               | Pres               | Reti               | Comp        | Pres        | Reti        | Pres   | Reti   |        |
| --------------- | ----------------- | --------------- | ---------- | ---------- | --------------- | --------------- | --------------- | ------------------ | ------------------ | ------------------ | ----------- | ----------- | ----------- | ------ | ------ | ------ |
| 2023            | Defensor Sporting | PD              | 1          | 0          | CU              | 0               | 0               | CS                 | 0                  | 0                  | SU          | 0           | 0           | 1      | 0      |        |
| 2024            | Defensor Sporting | PD              | 4          | 0          | CU              | 3               | 0               | CL                 | 1                  | 0                  | SU          | 0           | 0           | 8      | 0      |        |
| Totale carriera | Totale carriera   | Totale carriera | 5          | 0          |                 | 3               | 0               |                    | 1                  | 0                  |             | 0           | 0           | 9      | 0      |        |